# Record d'Europe de natation messieurs du 100 mètres brasse

## Bassin de 50 mètres
| Temps         | Athlète                | Naissance | Âge | Nationalité          | Compétition                     | Lieu           | Date              |
| ------------- | ---------------------- | --------- | --- | -------------------- | ------------------------------- | -------------- | ----------------- |
| 1min 12 s 7   | Vitezlav Svozil        |           |     | Tchécoslovaquie      |                                 | Piasteny       | 01 mai 1957       |
| 1 min 12 s 2  | Vitezlav Svozil        |           |     | Tchécoslovaquie      |                                 | Brno           | 18 août 1957      |
| 1 min 11 s 5  | Vladimir Minachkin     |           |     | Union Soviétique     |                                 | Leipzig        | 15 septembre 1957 |
| 1 min 11 s 4  | Leonid Kolesnikov      |           |     | Union Soviétique     |                                 | Moscou         | 02 mai 1961       |
| 1 min 10 s 8  | Gunter Tittes          |           |     | Allemagne de l'Est   |                                 | Berlin-Est     | 05 juillet 1961   |
| ---           |                        |           |     |                      |                                 |                |                   |
| 1 min 09 s 8  | Georgi Prokopenko      |           |     | Union Soviétique     |                                 | Rostock        | 07 juillet 1962   |
| 1 min 09 s 6  | Mikail Farafanov       |           |     | Union Soviétique     |                                 | Moscou         | 13 août 1963      |
| 1 min 09 s 2  | Georgi Prokopenko      | 1937      |     | Union Soviétique     |                                 | Bucarest       | 20 octobre 1963   |
| 1 m 09 s 0    | Egon Henninger         |           |     | Allemagne de l'Est   |                                 | Magdebourg     | 01 mars 1964      |
| 1 min 07 s4   | Georgi Prokopenko      | 1937      |     | Union Soviétique     |                                 | Bakou          | 26 mars 1964      |
| 1 min 06 s9   | Georgi Prokopenko      | 1937      |     | Union Soviétique     |                                 | Moscou         | 03 septembre 1964 |
| 1 min 06 s 7  | Vladimir Kosinsky      | 1945      |     | Union Soviétique     | Championnats d'Union Soviétique | Leningrad      | 08 novembre 1967  |
| ---           |                        |           |     |                      |                                 |                |                   |
| 1 min 06 s 2  | Nikolaï Pankin         | 1949      |     | Union Soviétique     |                                 | Moscou         | 18 avril 1968     |
| 1 min 05 s 8  | Nikolaï Pankin         | 1949      |     | Union Soviétique     |                                 | Magdebourg     | 20 avril 1969     |
| ---           |                        |           |     |                      |                                 |                |                   |
| 1 min 05 s 78 | Walter Kusch           |           |     | Allemagne de l'Ouest | Jeux Olympiques                 | Munich         | 29 août 1972      |
| 1 min 04 s 26 | David Wilkie           | 1954      |     | Royaume-Uni          |                                 | Cali           | 22 juillet 1975   |
| 1 min 03 s 43 | David Wilkie           | 1954      | 22  | Royaume-Uni          | Jeux olympiques                 | Montréal       | 1976              |
| 1 min 02 s 86 | Gerald Moerken         | 1959      | 18  | Allemagne de l'Ouest |                                 | Jönköping      | 1977              |
| 1 min 02 s 81 | Dimitry Volkov         |           |     | Union soviétique     |                                 | Moscou         | 1984              |
| 1 min 02 s 61 | Gianni Minervini       | 1966      | 19  | Italie               |                                 | Pesaro         | 1985              |
| 1 min 02 s 28 | Adrian Moorhouse       | 1964      | 22  | Royaume-Uni          | Championnats du monde           | Madrid         | 1986              |
| 1 min 02 s 13 | Adrian Moorhouse       | 1964      | 23  | Royaume-Uni          | Championnats d'Europe           | Strasbourg     | 1987              |
| 1 min 01 s 78 | Adrian Moorhouse       | 1964      | 24  | Royaume-Uni          |                                 | Orlando        | 1988              |
| 1 min 01 s 49 | Adrian Moorhouse       | 1964      | 25  | Royaume-Uni          | Championnats d'Europe           | Bonn           | 15 août 1989      |
| 1 min 01 s 49 | Adrian Moorhouse       | 1964      | 26  | Royaume-Uni          |                                 | Auckland       | 25 janvier 1990   |
| 1 min 01 s 49 | Adrian Moorhouse       | 1964      | 26  | Royaume-Uni          |                                 | Londres        | 26 juillet 1990   |
| 1 min 01 s 49 | Norbert Rózsa          | 1972      | 19  | Hongrie              | Championnats du monde (s)       | Perth          | 7 janvier 1991    |
| 1 min 01 s 45 | Norbert Rózsa          | 1972      | 19  | Hongrie              | Championnats du monde (f)       | Perth          | 7 janvier 1991    |
| 1 min 01 s 45 | Vasili Ivanov          |           |     | Union soviétique     |                                 | Moscou         | 11 juin 2001      |
| 1 min 01 s 29 | Norbert Rózsa          | 1972      | 19  | Hongrie              | Championnats d'Europe           | Athènes        | 20 août 1991      |
| 1 min 00 s 95 | Károly Güttler         | 1968      | 25  | Hongrie              | Championnats d'Europe           | Sheffield      | 3 août 1993       |
| 1 min 00 s 60 | Frederik Deburghgraeve | 1973      | 23  | Belgique             | Jeux olympiques (s)             | Atlanta        | 20 juillet 1996   |
| 1 min 00 s 36 | Roman Sludnov          | 1980      | 20  | Russie               |                                 | Moscou         | 15 juin 2000      |
| 1 min 00 s 26 | Roman Sludnov          | 1980      | 21  | Russie               | Championnats de Russie          | Moscou         | 28 juin 2001      |
| 59 s 97       | Roman Sludnov          | 1980      | 21  | Russie               | Championnats de Russie          | Moscou         | 29 juin 2001      |
| 59 s 94       | Roman Sludnov          | 1980      | 21  | Russie               | Championnats du monde           | Fukuoka        | 23 juillet 2001   |
| 59 s 76       | Alexander Dale Oen     | 1985      | 23  | Norvège              | Championnats d'Europe (f)       | Eindhoven      | 19 mars 2008      |
| 59 s 41       | Alexander Dale Oen     | 1985      | 23  | Norvège              | Jeux olympiques (s)             | Pékin          | 9 août 2008       |
| 59 s 16       | Alexander Dale Oen     | 1985      | 23  | Norvège              | Jeux olympiques (d)             | Pékin          | 10 août 2008      |
| 58 s 67       | Igor Borysik           | 1984      | 25  | Ukraine              |                                 | Kharkiv        | 13 juin 2009      |
| 59 s 01       | Hugues Duboscq         | 1981      | 28  | France               | Championnats du monde (s)       | Rome           | 26 juillet 2009   |
| 58 s 64       | Hugues Duboscq         | 1981      | 28  | France               | Championnats du monde (f)       | Rome           | 27 juillet 2009   |
| 57 s 92       | Adam Peaty             | 1994      | 20  | Royaume-Uni          | Championnats de Grande-Bretagne | Londres        | 17 avril 2015     |
| 57 s 55       | Adam Peaty             | 1994      | 21  | Royaume-Uni          | Jeux olympiques (s)             | Rio de Janeiro | 6 août 2016       |
| 57 s 13       | Adam Peaty             | 1994      | 21  | Royaume-Uni          | Jeux olympiques (f)             | Rio de Janeiro | 7 août 2016       |
| 57 s 10       | Adam Peaty             | 1994      | 23  | Royaume-Uni          | Championnats d'Europe (f)       | Glasgow        | 4 août 2018       |
| 56 s 88       | Adam Peaty             | 1994      | 24  | Royaume-Uni          | Championnats du monde (d)       | Gwangju        | 21 juillet 2019   |

## Bassin de 25 mètres
| Temps      | Athlète                | Naissance | Âge | Nationalité | Compétition                   | Lieu            | Date             |
| ---------- | ---------------------- | --------- | --- | ----------- | ----------------------------- | --------------- | ---------------- |
| 59 s 75    | Adrian Moorhouse       | 1964      | 23  | Royaume-Uni |                               | Bonn            | 8 février 1987   |
| 59 s 02    | Frederik Deburghgraeve | 1973      | 23  | Belgique    |                               | Bastogne        | 17 février 1996  |
| 58 s 79    | Frederik Deburghgraeve | 1973      | 25  | Belgique    |                               | College Station | 3 décembre 1998  |
| 58 s 51    | Roman Sludnov          | 1980      | 20  | Russie      | Championnats du monde         | Athènes         | 17 mars 2000     |
| 58 s 08    | Roman Sludnov          | 1980      | 22  | Russie      | Coupe du monde                | Paris           | 19 janvier 2002  |
| 57 s 73    | Roman Sludnov          | 1980      | 22  | Russie      | Coupe du monde                | Stockholm       | 23 janvier 2002  |
| 57 s 67    | Oleg Lisogor           | 1979      | 27  | Ukraine     | Coupe du monde                | Berlin          | 22 janvier 2006  |
| 57 s 33    | Igor Borysik           | 1984      | 24  | Ukraine     | Championnats d'Europe (f)     | Rijeka          | 12 décembre 2008 |
| 57 s 21    | Igor Borysik           | 1984      | 25  | Ukraine     | Coupe du monde (f)            | Stockholm       | 11 novembre 2009 |
| 57 s 16    | Stanislav Lakhtyukhov  | 1988      | 21  | Russie      | Coupe du monde (s)            | Berlin          | 15 novembre 2009 |
| 57 s 11    | Stanislav Lakhtyukhov  | 1988      | 21  | Russie      | Coupe du monde (f)            | Berlin          | 15 novembre 2009 |
| 56 s 89    | Dániel Gyurta          | 1989      | 20  | Hongrie     | Championnats d'Europe (s)     | Istanbul        | 10 décembre 2009 |
| 56 s 79    | Dániel Gyurta          | 1989      | 20  | Hongrie     | Championnats d'Europe (d)     | Istanbul        | 10 décembre 2009 |
| 56 s 29    | Robin Van Aggele       | 1984      | 25  | Pays-Bas    | Championnats d'Europe (f)     | Istanbul        | 11 décembre 2009 |
| 56 s 02    | Kirill Prigoda         | 1995      | 21  | Russie      | Championnats d'Europe (d)     | Copenhague      | 15 décembre 2017 |
| 55 s 94    | Adam Peaty             | 1994      | 22  | Royaume-Uni | Championnats d'Europe (f)     | Copenhague      | 16 décembre 2017 |
| 55 s 89    | Ilya Shymanovich       | 1994      | 25  | Biélorussie | Championnats d'Europe (d)     | Glasgow         | 6 décembre 2019  |
| 55 s 86    | Ilya Shymanovich       | 1994      | 26  | Biélorussie | International Swimming League | Budapest        | 2 novembre 2020  |
| 55 s 85    | Ilya Shymanovich       | 1994      | 26  | Biélorussie | International Swimming League | Budapest        | 6 novembre 2020  |
| 55 s 74    | Emre Sakçı (en)        | 1997      | 22  | Turquie     | International Swimming League | Budapest        | 10 novembre 2020 |
| 55 s 49 RM | Adam Peaty             | 1994      | 25  | Royaume-Uni | International Swimming League | Budapest        | 15 novembre 2020 |
| 55 s 41 RM | Adam Peaty             | 1994      | 25  | Royaume-Uni | International Swimming League | Budapest        | 22 novembre 2020 |
| 55 s 34 RM | Ilya Shymanovich       | 1994      | 26  | Biélorussie | Championnats de Biélorussie   | Brest           | 19 décembre 2020 |
| 55 s 32 RM | Ilya Shymanovich       | 1994      | 27  | Biélorussie | International Swimming League | Eindhoven       | 19 novembre 2021 |
| 55 s 28 RM | Ilya Shymanovich       | 1994      | 27  | Biélorussie | International Swimming League | Eindhoven       | 26 novembre 2021 |